# Греческий проект

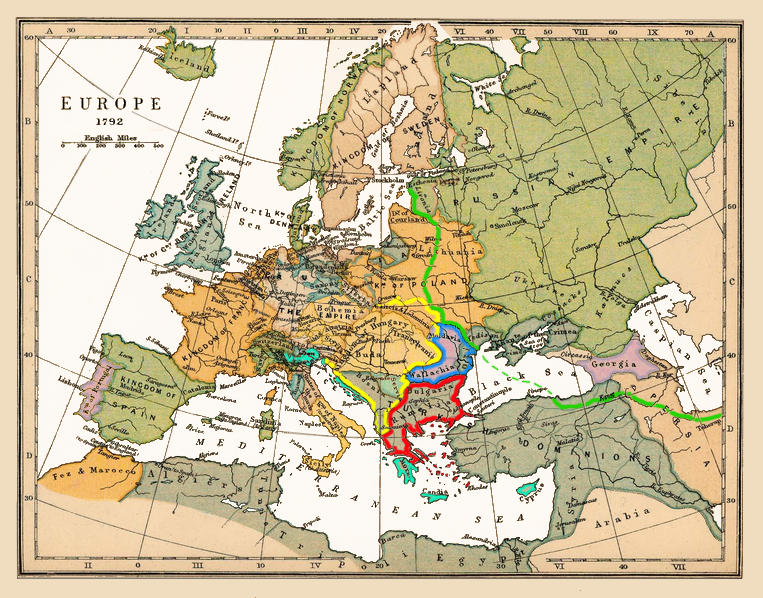
Суть проекта:
возрождённая Византия,
Королевство Дакия Григория Потёмкина,
компенсация Австрии,
компенсация Венеции.

«Греческий проект» — геополитический проект Екатерины II, предполагавший сокрушение Османской империи и раздел её западных (европейских) территорий между Россией, Священной Римской империей и Венецианской республикой. В Константинополе предполагалось возродить Византийскую державу во главе с внуком российской императрицы, которому было дано имя основателя города — Константин.

## Содержание
После Первой Архипелагской экспедиции греческая диаспора обращалась к императрице с призывом к освобождению родины. Проект воссоздания греческой государственности был изложен в конфиденциальном письме Екатерины II к Иосифу II от 10 (21) сентября 1782 года. Её секретарь А. А. Безбородко сделал черновой набросок, а князь Потёмкин внёс в него поправки. План носил геополитический характер и предусматривал перекройку карты Юго-Восточной Европы. Письмо начиналось с сетований: Порта чинит препятствия проходу российских судов через Босфор и Дарданеллы, подстрекает жителей Крыма к восстанию, нарушает автономные права Дунайских княжеств. Затем следовали уверения в миролюбии: «Я не добиваюсь ничего, выходящего за рамки, установленные договорами». Екатерина II представила своему коронованному корреспонденту картину развала Османской империи, не скупясь на чёрные краски: паши своевольничают, бандиты грабят города и села, некогда грозные янычары торгуют в лавчонках, откуда их не вытащить, члены дивана казнокрадствуют, христианские подданные готовы восстать.

### Предложения по воссозданию «Дакии» и «Византии»
Затем следовало предложение о создании государства, подобного тому, что впоследствии будет наречено Румынией. Целесообразно, полагала самодержица, создать между тремя империями, Российской, Османской и Габсбургской, некое буферное государство, от них независимое, в составе Молдавии, Валахии и Бессарабии под именем Дакии во главе с монархом-христианином, которое никогда не должно объединяться ни с Австрией, ни с Россией. Притязания последней ограничиваются крепостью Очаков на Днепровском лимане и полосой земли между реками Южный Буг и Днестр.
Далее Екатерина II обращалась к Иосифу II:

Но если, с помощью Божьей, удастся освободить Европу от врага имени христианского, в. и. в. не откажется помочь мне в восстановлении древней Греческой монархии на развалинах павшего варварского правления, ныне здесь господствующего, при взятии мною на себя обязательства поддерживать независимость этой восстанавливаемой монархии от моей.

## Реакция и последствия
Лелеемые в Петербурге планы воссоздания Византийской империи на руинах Османской вызвали серьёзную озабоченность некоторых иностранных держав, в том числе Франции, которая была связана с Турцией вековым союзом, и Англии, которая опасалась нарушения «баланса сил» в Европе и установления российской гегемонии в Восточном Средиземноморье. Патовая ситуация, при которой христианские государства Западной Европы поддерживали существование крупнейшей исламской державы, притеснявшей христиан на Балканах, получила название «восточного вопроса». После воссоздания независимой Греции «греческий проект» принял форму т. н. «великой идеи».

## В архитектуре

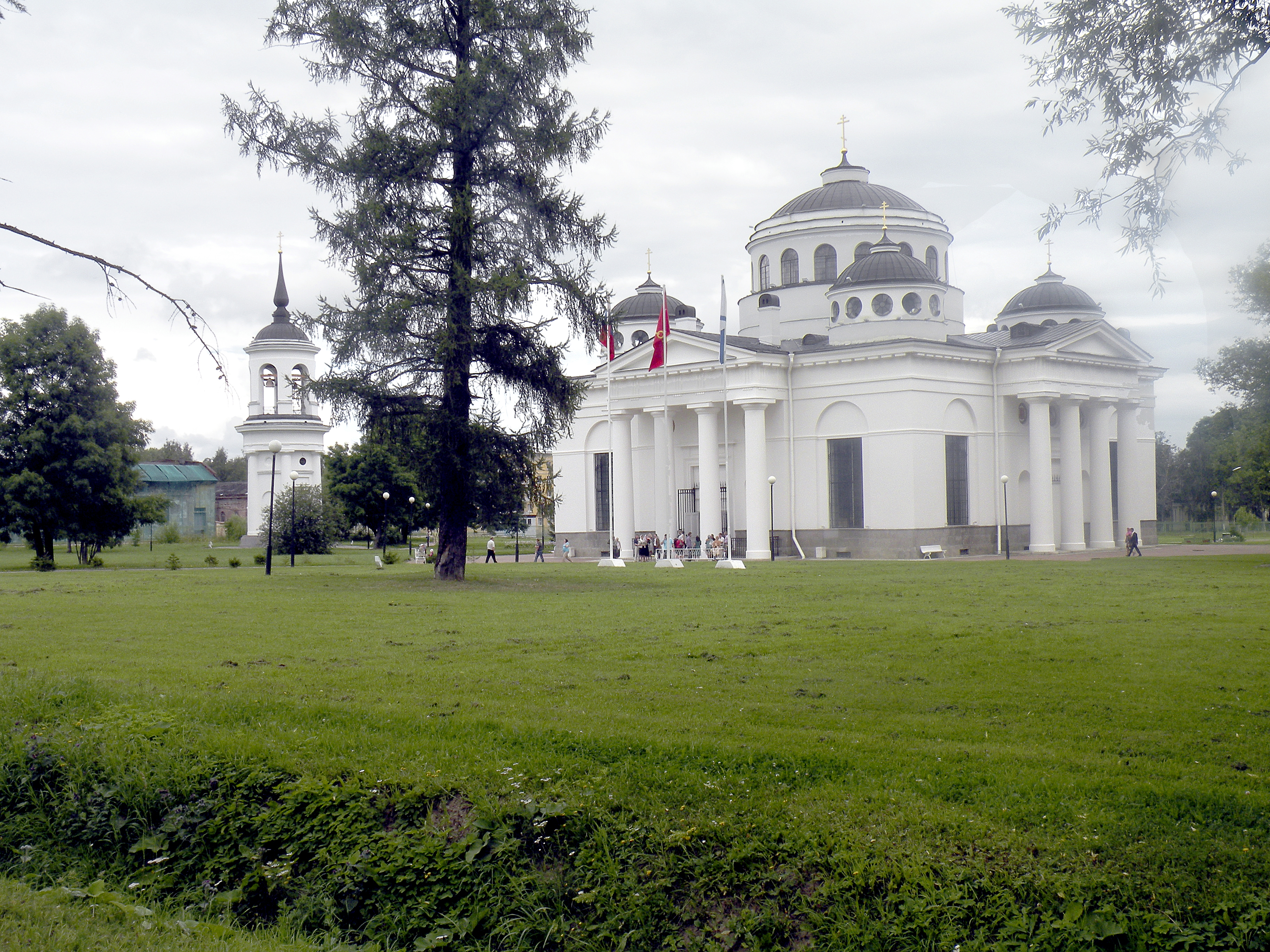
В 1782 году Екатерина распорядилась выстроить близ Царского Села символическую реплику Софийского собора Константинополя

Греческий проект и успехи России в войнах с Турцией определили идеологическую программу многих сооружений в парке Царского Села близ Санкт-Петербурга. Начало работ совпало с успешными действиями против турок в войне 1768—1774 годов. Первый проект архитектора В. И. Неелова (с участием императрицы) предполагал создание в парке некоего подобия Римского форума с Крымской колонной (в ознаменование присоединения Крыма) и Орловскими триумфальными воротами. На дальнем берегу Большого пруда планировали создать «Турцию» (декорации, изображающие турецкий город). Была построена «турецкая палатка» (позднее на этом месте архитектор И. А. Монигетти построил Турецкую баню). Императрица желала рассматривать «турецкий берег» в подзорную трубу с Камероновой галереи. В центре Царскосельского пруда на островке по проекту А. Ринальди возвели Чесменскую ростральную колонну из мрамора на гранитном постаменте. Колонну высотой 25 м венчает бронзовый орел (из герба России), ломающий полумесяц — символ мусульманской Турции.
С Греческим проектом Екатерины Великой связана идея создания города София. В 1780 г. юго-западнее Царскосельского парка заложили уездный город. План был разработан шотландским архитектором Ч. Камероном согласно задуманному Екатериной «Проекту больших территорий»: шесть парков и слобод вплоть до села Павловского должны быть объединены регулярной планировкой наподобие идеального государства Платона или легендарной Атлантиды. Камерон разрабатывал типовые дома, здания магистрата, Городской думы, Народного училища. «Образцовые дома» строили «в линию». Колоннада вела к Софийскому собору. Его архитектура по требованию императрицы должна была ассоциироваться с храмом Св. Софии в Константинополе, отсюда названия храма и города (а также по ассоциации с «идеальной разумностью» государственного устройства в духе трудов французских просветителей Ш.-Л. Монтескьё и Ж.-Ж. Руссо).
Собор возводили в 1782—1788 годах по проекту Камерона под наблюдением И. Е. Старова. Квадратный в плане, с низкими куполами, он лишь отчасти напоминает константинопольскую святыню. Когда разросшиеся деревья в парке закрыли собой «турецкий город» на берегу Большого пруда, императрица смотрела с Камероновой галереи на купол Софийского собора. Камерон не имел достаточного представления о византийской архитектуре, поэтому собор, крестово-купольный в плане, с фасадами, оформленными дорическими портиками, более похож на знаменитую виллу Капра ла Ротонда, построенную Андреа Палладио близ Виченцы, и, отчасти, на мавзолей IV в. Санта Костанца в Риме. Пологий купол, арочные люкарны Царскосельского храма напоминают Византию, а колонные портики отсылают одновременно к дорике Парфенона и к Палладио. Таково «тройное кодирование» идеологической программы. Вторым символическим воплощением Св. Софии из Греческого проекта стал спроектированный Н. А. Львовым Иосифовский собор в Могилеве (1781—1798), построенный в память встречи Екатерины II c австрийским императором Иосифом II и тайного соглашения о реализации Греческого проекта (собор уничтожен в 1938 году). Известны и другие реплики данной композиции.

## В художественной литературе
Сатирически обыграл «Греческий проект» Н. В. Гоголь в «Мёртвых душах». У прекраснодушного мечтателя Манилова, который ничего реально не может сделать, два сына (как и два сына Павла I) названы греческими именами. Старшего зовут Фемистоклюс, младшего — Алкид.

Меньшой, Алкид, тот не так быстр, а этот сейчас, если что-нибудь встретит, букашку, козявку, так уж у него вдруг глазенки и забегают; побежит за ней следом и тотчас обратит внимание. Я его прочу по дипломатической части. Фемистоклюс, — хочешь быть посланником?.. — Хочу, — отвечал Фемистоклюс, жуя хлеб и болтая головой направо и налево.

У Салтыкова-Щедрина в его «Истории одного города» есть градоначальник по фамилии Бородавкин, желающий захватить Византийскую империю из-за своей мании величия: «Вот, государь мой, сколь далеко я виды свои простираю!» и из-за желания наказать византийских пастухов из-за того, что их стада постоянно перемешивались с глуповскими: «Выгонные земли Византии и Глупова были до такой степени смежны, что византийские стада почти постоянно смешивались с глуповскими, и из этого выходили беспрестанные пререкания», «Сперва с Византией покончим-с, — мечтал он, — а потом-с… Д-да-с! Сказать ли всю истину: по секрету, он даже заготовил на имя известного нашего географа, К. И. Арсеньева, довольно странную резолюцию…» Высмеял Салтыков-Щедрин и то, как это модно было среди дворян тех времён: «Вообще, политическая мечтательность была в то время в большом ходу, а потому и Бородавкин не избегнул общих веяний времени».